# Gert Puzicha
Gert Puzicha (* 25. Januar 1944 in Coesfeld; † 7. Januar 2012 in Essen) war ein deutscher Boxer.

## Leben
Puzicha, der jüngste von vier Brüdern, lebte ab 1954 in Essen. Er durchlief eine Ausbildung zum Schlosser. Als Amateurboxer bestritt er 268 Kämpfe, von denen er 237 gewann, 16 verlor und 15 unentschieden beendete. Er wurde 1966, 1968, 1970, 1971 und 1972 im Halbweltergewicht deutscher Meister der Amateure. Mit dem BC 1930 Essen-Steele gewann er des Weiteren 1972 die deutsche Mannschaftsmeisterschaft. Der „Puzzi“ genannte Boxer war Hauptbrandmeister in Essen-Steele und erhielt bei seinen Kämpfen oft lautstarke Unterstützung von seinen Feuerwehrkameraden. Im Fußball wurde er mit Essen zweimal deutscher Meister der Feuerwehrauswahlen.
Er nahm 1968 an den Olympischen Sommerspielen teil. Nach einem Sieg über den Iren Jim McCourt schied er dort im Achtelfinale gegen Arto Nilsson aus Finnland aus. 1969 und 1971 boxte Puzicha bei den Europameisterschaften in Bukarest und in Madrid, er schied jeweils in der ersten Runde aus. Für die Bundesrepublik Deutschland bestritt er insgesamt 32 Länderkämpfe.
Nach seinem Rückzug als Boxer war er Trainer der Boxstaffel des TUSEM Essen. Er war verheiratet und hatte einen Sohn. Puzicha litt an Depressionen, er nahm sich das Leben. Ab dem 7. Januar 2012 wurde er vermisst und seine Leiche fast zwei Wochen später in der Ruhr gefunden.